# Kin Kiesse
Pour plus de détails, voir Fiche technique et Distribution.
Kin Kiesse est un film documentaire congolais, réalisé en 1982 par Mwezé Ngangura.

## Synopsis
Kin Kiesse est un portrait de « Kin » (Kinshasa), capitale du Zaïre, mais aussi capitale des paradoxes et de la démesure, commenté par un de ses artistes dits « naïfs », le peintre Chéri Samba. On y découvre la « Kin » des boîtes de nuits, des buildings, des pousse-pousse, des cireurs de chaussures, des coiffeurs, la « Kin » des quartiers pauvres mais surtout la « Kin » de la musique où tous les genres se côtoient, depuis les fanfares de la fête de la bière, jusqu'à la rumba et aux danses traditionnelles, en passant par les orchestres les plus branchés.

## Récompenses
- Fespaco 1983